# Marija Vučenović
Marija Vučenović (serbisch-kyrillisch Марија Вученовић, * 3. April 1993 in Sremska Mitrovica) ist eine serbische Leichtathletin, die sich auf den Speerwurf spezialisiert hat.

## Sportliche Laufbahn
Erstmals international in Erscheinung trat Marija Vučenović bei den Jugendweltmeisterschaften 2009 in Brixen, bei denen sie mit einer Weite von 51,42 m den vierten Platz belegte. Anschließend gewann sie beim Europäischen Olympischen Jugendfestival in Tampere mit einem Wurf auf 51,46 m die Silbermedaille. Im Jahr darauf schied sie bei den Juniorenweltmeisterschaften im kanadischen Moncton mit 48,10 m in der Qualifikation aus und 2011 wurde sie bei den Junioreneuropameisterschaften in Tallinn mit 54,73 m Fünfte. 2012 gewann sie bei den Juniorenweltmeisterschaften in Barcelona mit 57,12 m die Bronzemedaille und auch bei den U23-Europameisterschaften im Jahr darauf in Tampere sicherte sie sich mit 54,43 m Bronze hinter der Lettin Līna Mūze und Sarah Mayer aus Deutschland. 2015 wurde sie bei den U23-Europameisterschaften in Tallinn mit 53,82 m Siebte und 2016 nahm sie erstmals an den Europameisterschaften in Amsterdam teil, schied dort aber mit 49,18 m als Letzte der Qualifikation aus. 2017 siegte sie mit 56,41 m bei den Balkan-Meisterschaften in Novi Pazar, wie auch bei den Meisterschaften 2018 in Stara Sagora mit 60,60 m. Sie nahm 2018 auch erneut an den Europameisterschaften in Berlin teil, gelangte diesmal bis in das Finale und klassierte sich dort mit einer Weite von 55,23 m auf dem elften Platz.
2019 siegte sie ein weiteres Mal bei den Balkan-Meisterschaften in Prawez mit 57,21 m und 2021 gewann sie bei den Balkan-Meisterschaften in Smederevo mit 56,55 m die Bronzemedaille hinter der Griechin Elina Tzengko und ihrer Landsfrau Adriana Vilagoš. Anschließend nahm sie an den Olympischen Sommerspielen in Tokio teil und verpasste dort mit 58,93 m den Finaleinzug. 2023 belegte sie bei den Balkan-Meisterschaften in Kraljevo mit 56,15 m den vierten Platz und schied anschließend bei den Weltmeisterschaften in Budapest mit 54,21 m in der Qualifikationsrunde aus. Im Jahr darauf belegte sie bei den Balkan-Meisterschaften in Izmir mit 57,01 m den vierten Platz. Kurz darauf gelangte sie bei den Europameisterschaften in Rom mit 58,30 m auf Rang neun.
In den Jahren 2015 und 2016 sowie von 2018 bis 2021 und 2023 wurde Vučenović serbische Meisterin im Speerwurf.